# Lista celor mai mari animale

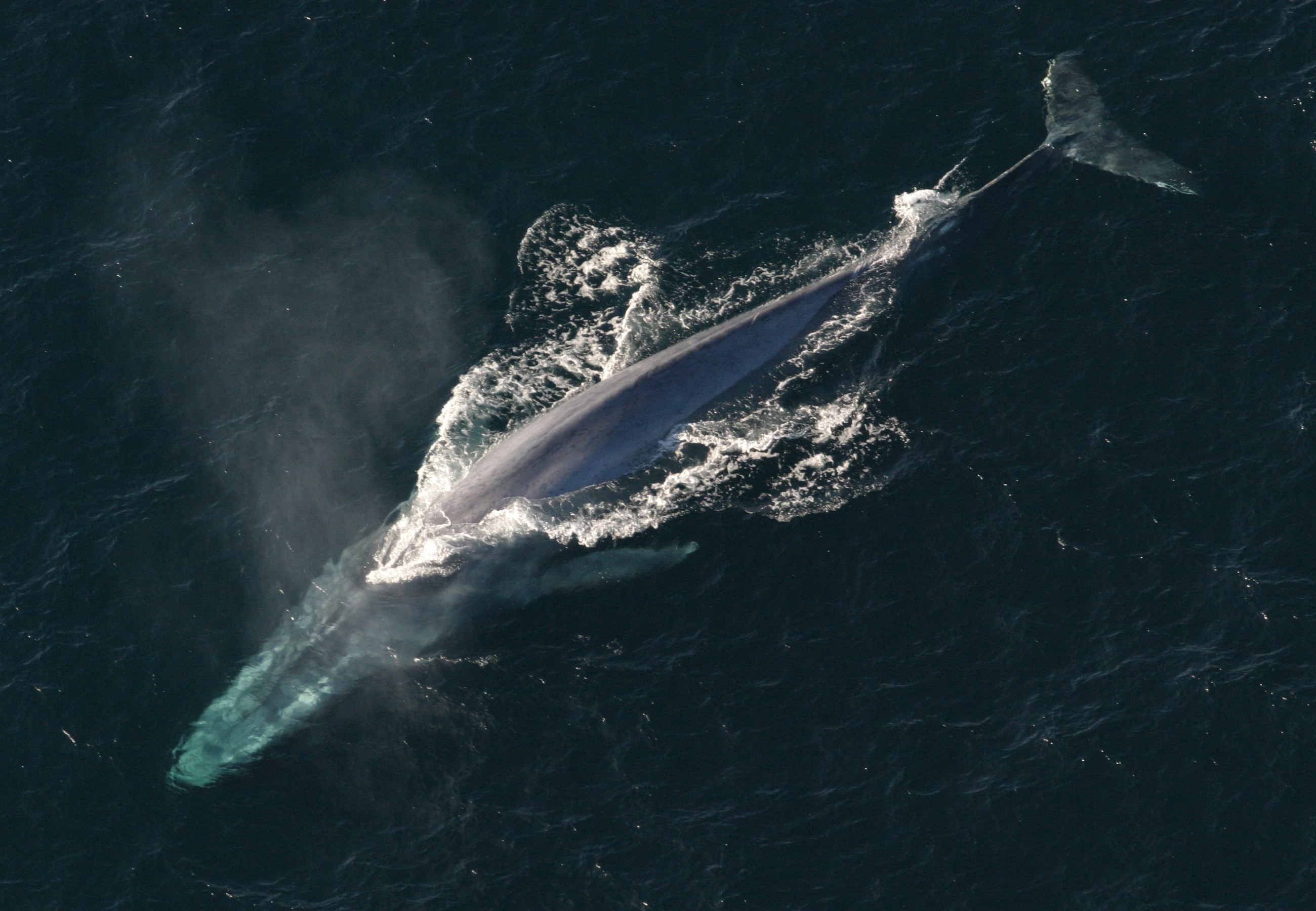
Balena albastră, cel mai mare animal care a trăit vreodată pe Terra.

Cel mai mare animal extant este balena albastră. Greutatea maximă înregistrată a fost de 190 de tone, pentru un exemplar care măsura 27,6 metri, în timp ce exemplare mai lungi, de până la 33 de metri, au fost documentate, dar nu cântărite. Cel mai lung animal necolonial este meduza coamă de leu (37 m).
În 2023, paleontologii au estimat că balena dispărută Perucetus, descoperită în Peru, ar fi putut depăși balena albastră, cu o masă cuprinsă între 85 și 340 de tone. Cu toate acestea, studii mai recente sugerează că această balenă era mult mai mică decât evaluările anterioare, evaluând greutatea sa între 60 și 113 tone. Deși controversate, estimările cu privire la greutatea sauropodului Bruhathkayosaurus sugerează că a avut aproximativ 110-170 de tone, cea mai mare cifră fiind de 240 de tone, dacă este comparat cu Patagotitan, deși nu mai există resturi fosile reale, iar această estimare se bazează pe dimensiunile descrise în 1987. În aprilie 2024, Ichthyotitan severnensis a fost stabilit ca un taxon valid de shastasaurid, și este considerat atât cea mai mare reptilă marină descoperită vreodată, cât și cel mai mare macroprădător descoperit vreodată. Exemplarul de la Lilstock a fost estimat la aproximativ 26 de metri, în timp ce exemplarul de la Aust avea o lungime și mai impresionantă, între 30 și 35 de metri. Deși nu au fost făcute încă estimări ale greutății, Ichthyotitan ar fi rivalizat sau depășit cu ușurință balena albastră.
Elefantul african de tufiș (Loxodonta africana) este cel mai mare animal terestru în viață. Originar din diferite habitate întinse din Africa subsahariană, masculii cântăresc în medie 6,0 tone. Cel mai mare elefant documentat vreodată a fost împușcat în Angola, în 1974. Era un mascul care măsura 10,67 metri de la trompă la coadă, și avea o greutate de până la 12,25 tone.

## Cele mai grele animale
Cele mai grele animale vii sunt toate balene. Deoarece niciun cântar nu poate cuprinde întregul corp al unei balene adulte, majoritatea au fost cântărite pe părți.
| Loc | Animal               | Greutate medie (tone) | Greutate maximă (tone) | Lungime medie (m) |
| --- | -------------------- | --------------------- | ---------------------- | ----------------- |
| 1   | Balenă albastră      | 110                   | 190                    | 24                |
| 2   | Balenă-japoneză      | 60                    | 120                    | 15.5              |
| 3   | Balenă sudică        | 58                    | 110                    | 15.25             |
| 4   | Balenă cu înotătoare | 57                    | 120                    | 19.5              |
| 5   | Balenă de Groenlanda | 54.5                  | 120                    | 15                |
| 6   | Balenă nordică       | 54                    | 110                    | 15                |
| 7   | Cașalot              | 31.25                 | 57                     | 13.25             |
| 8   | Balenă cu cocoașă    | 29                    | 48                     | 13.5              |
| 9   | Balenă sei           | 22.5                  | 45                     | 14.8              |
| 10  | Balenă cenușie       | 19.5                  | 45                     | 13.5              |

## Cele mai grele animale terestre

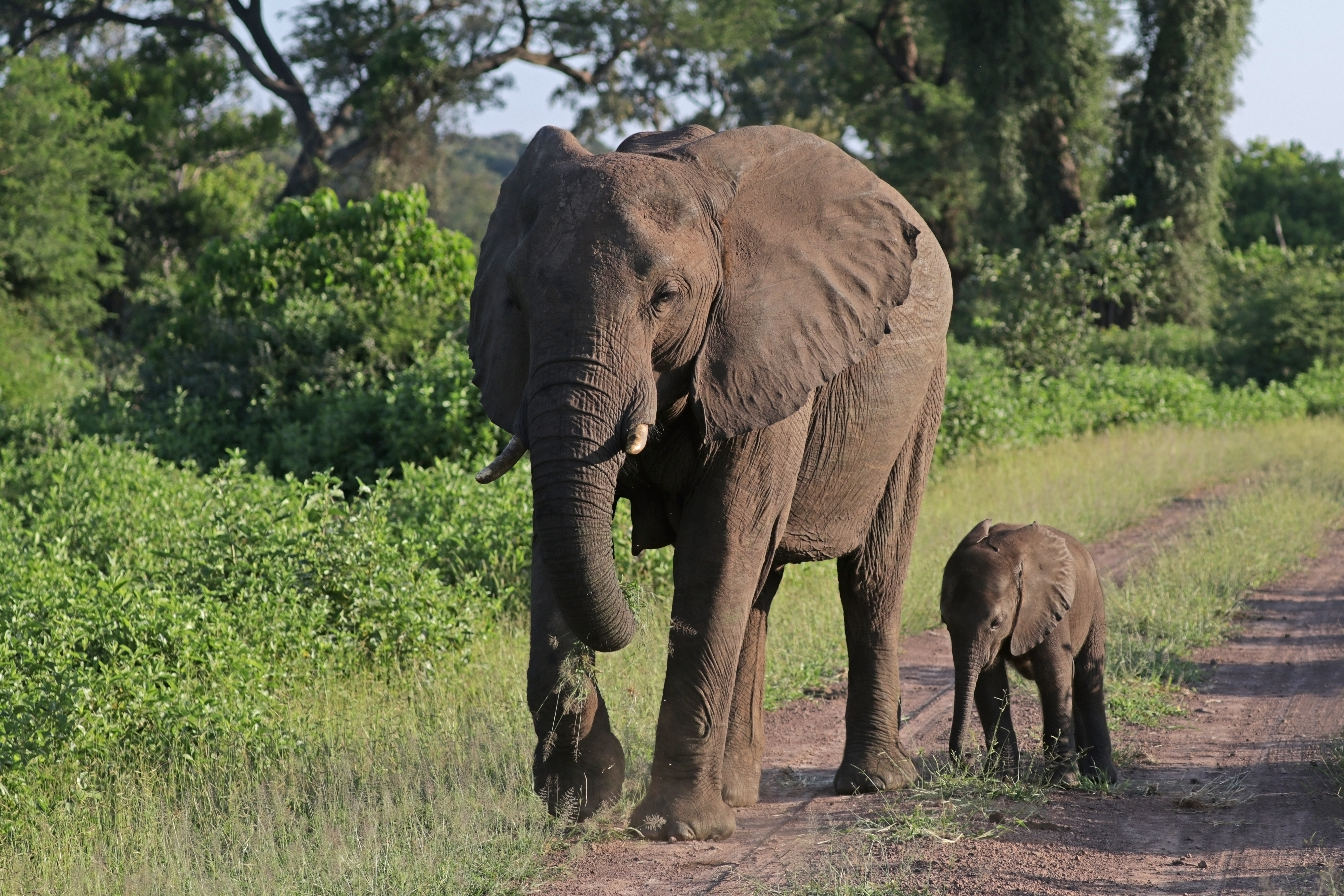
Elefantul african de tufiș, cel mai mare animal terestru

Cele mai grele animale terestre vii sunt toate mamifere. Elefantul african este acum listat ca două specii separate: elefantul african de tufiș și elefantul african de pădure.
| Loc | Animal                    | Greutate medie (tone) | Greutate maximă (tone) | Lungime medie (m) |
| --- | ------------------------- | --------------------- | ---------------------- | ----------------- |
| 1   | Elefant african de tufiș  | 6                     | 10.4                   | 7                 |
| 2   | Elefant asiatic           | 4.5                   | 8.15                   | 6.8               |
| 3   | Elefant african de pădure | 2.7                   | 6.0                    | 6.2               |
| 4   | Rinocer alb               | 2                     | 4.5                    | 4.4               |
| 5   | Rinocer indian            | 1.9                   | 4.0                    | 4.2               |
| 6   | Hipopotam                 | 1.8                   | 4.5                    | 5.05              |
| 7   | Rinocer javanez           | 1.75                  | 2.3                    | 3.8               |
| 8   | Rinocer negru             | 1.1                   | 2.9                    | 4                 |
| 9   | Girafă                    | 1.0                   | 2                      | 5.15              |
| 10  | Gaur                      | 0.95                  | 1.5                    | 3.8               |

## Alte vertebrate

### Amfibieni
Cel mai mare amfibian viu este salamandra uriașă din China de Sud (Andrias sligoi). Considerată anterior aceeași specie cu salamandra gigantică chineză (A. davidianus), dimensiunea maximă a acestui locuitor al râurilor de dimensiuni aproape umane este de 64 kg, și aproape 1,83 m. Înainte ca amniotele să devină tetrapodele dominante, au existat mai multe proto-tetrapode amfibiene gigantice care erau, cu siguranță, animalele dominante în ecosistemele lor. Cel mai mare exemplar cunoscut a fost Prionosuchus, asemănător crocodilului, care a atins o lungime de 9 m.

### Păsări

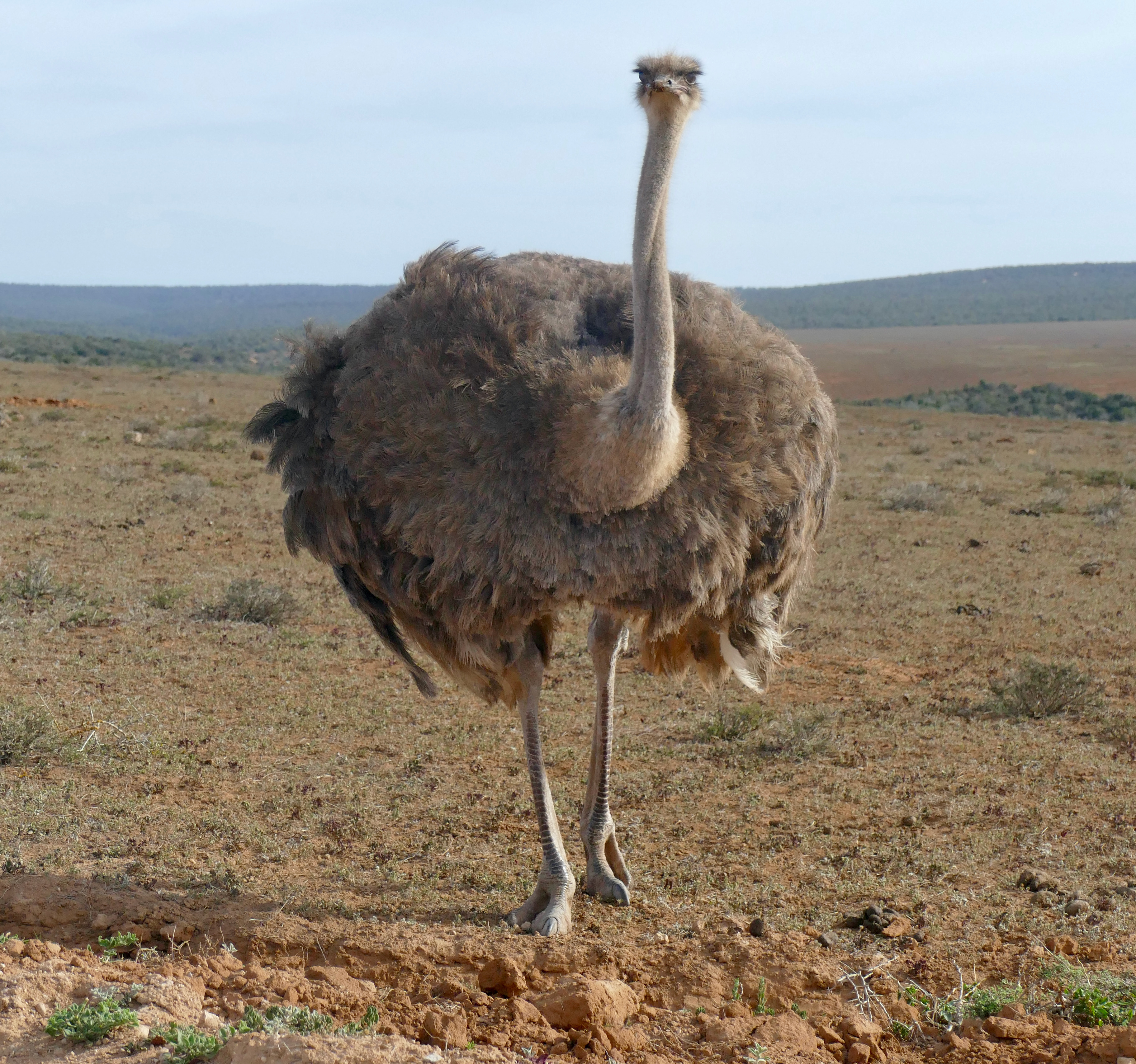
Struțul comun, cea mai grea și înaltă pasăre

Următoarea listă cuprinde cele mai grele specii de păsări vii, pe baza masei maxime raportate, dar greutatea medie este indicată, de asemenea, pentru comparație.
| Loc | Animal             | Greutate medie (kg) | Greutate maximă (kg) | Lungime medie (cm) |
| --- | ------------------ | ------------------- | -------------------- | ------------------ |
| 1   | Struț comun        | 104                 | 156.8                | 210                |
| 2   | Struț somalez      | 90                  | 130                  | 200                |
| 3   | Cazuar sudic       | 45                  | 85                   | 155                |
| 4   | Cazuar nordic      | 44                  | 75                   | 149                |
| 5   | Emu                | 33                  | 70                   | 153                |
| 6   | Pinguin imperial   | 31.5                | 46                   | 114                |
| 7   | Nandu comun        | 23                  | 40                   | 134                |
| 8   | Curcan domestic    | 13.5                | 39                   | 100 - 124.9        |
| 9   | Cazuar pitic       | 19.7                | 34                   | 105                |
| 10  | Nanduul lui Darwin | 19.6                | 28.6                 | 96                 |
| 11  | Lebădă de vară     | 11.87               | 23                   | 100-130            |
| 12  | Dropie             | 10.6                | 21                   | 115                |

### Pești

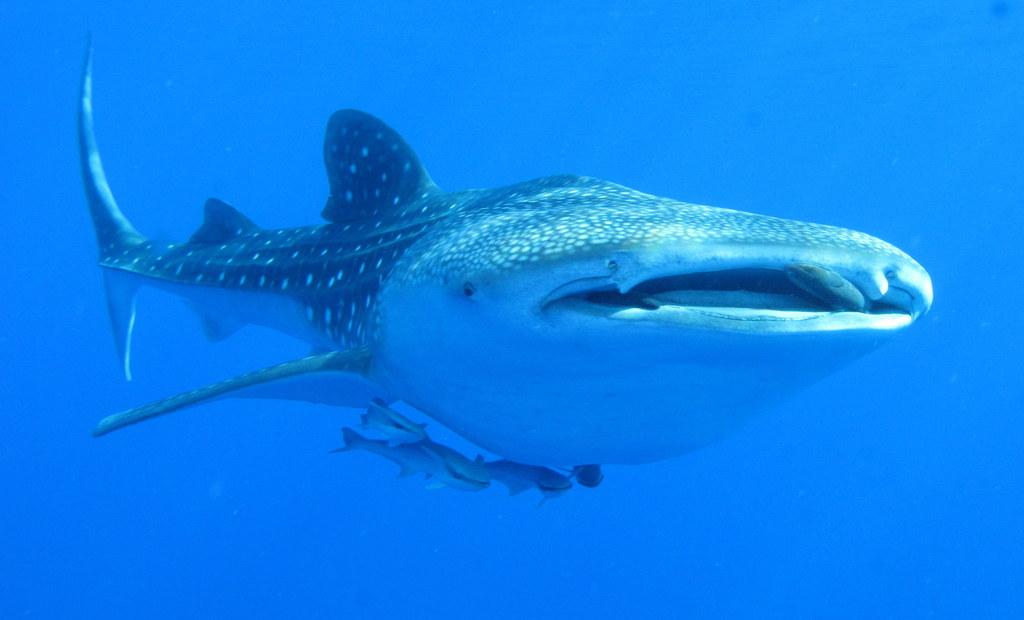
Rechinul-balenă, cel mai mare pește

| Loc | Animal               | Greutate maximă (tone) | Lungime medie (m) |
| --- | -------------------- | ---------------------- | ----------------- |
| 1   | Rechin-balenă        | 21.5                   | 18.8              |
| 2   | Rechin-pelerin       | 5.2                    | 14                |
| 3   | Rechin alb           | 3.324                  | 7                 |
| 4   | Rechin-tigru         | 3.11                   | 7.5               |
| 5   | Diavol de mare       | 3.0                    | 5                 |
| 6   | Pește Lună           | 2.744                  | 3.3               |
| 7   | Mola mola            | 2.3                    | 3.1               |
| 8   | Morun                | 2.072                  | 7.2               |
| 9   | Masturus lanceolatus | 2                      | 3.0               |
| 10  | Mola tecta           | 1.87                   | 2.4               |

### Reptile

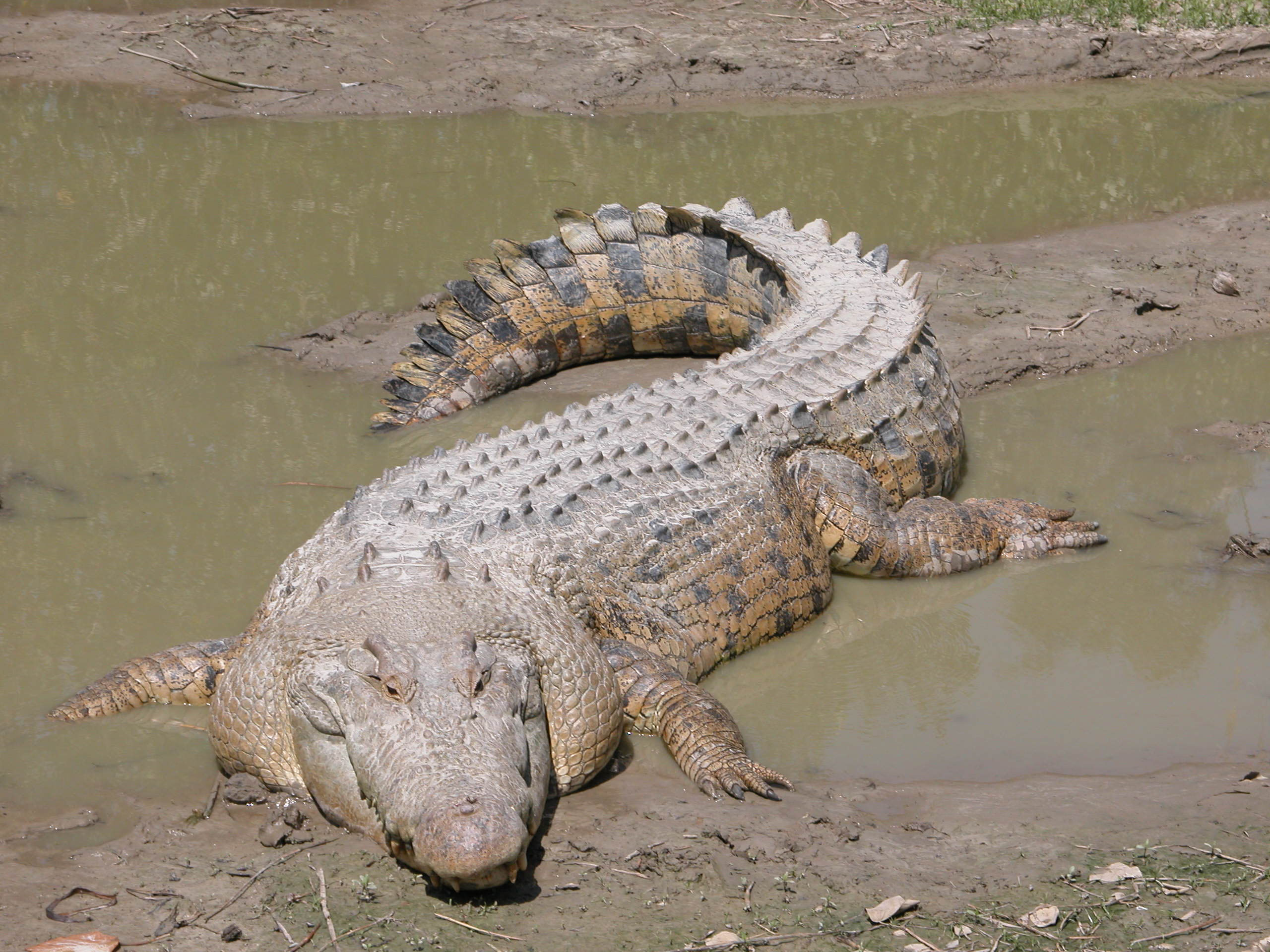
Crocodilul marin, cea mai mare reptilă

Următoarea listă cuprinde cele mai mari specii de reptile vii, clasificate în funcție de greutatea medie, fiind dominată de crocodilieni. Spre deosebire de mamifere, păsări sau pești, masa reptilelor mari este adesea slab documentată, și multe dintre ele fac obiectul unor presupuneri și estimări.
| Loc | Animal                     | Greutate medie (kg) | Greutate maximă (kg) | Lungime medie (m) |
| --- | -------------------------- | ------------------- | -------------------- | ----------------- |
| 1   | Crocodil marin             | 450                 | 2,000                | 4.5               |
| 2   | Crocodil de Nil            | 410                 | 1,090                | 4.2               |
| 3   | Crocodil de Orinoco        | 380                 | 1,100                | 4.1               |
| 4   | Dermochelys coriacea       | 364                 | 932                  | 2.0               |
| 5   | Crocodil american          | 336                 | 1,000                | 4.0               |
| 6   | Caiman negru               | 300                 | 1,000                | 3.9               |
| 7   | Gavial                     | 250                 | 1,000                | 4.5               |
| 8   | Aligator american          | 240                 | 1,000                | 3.4               |
| 9   | Crocodil de mlaștină       | 225                 | 700                  | 3.3               |
| 10  | Tomistoma schlegelii       | 210                 | 590                  | 4.0               |
| 11  | Broască țestoasă gigantică | 205                 | 360                  | 1.4               |
| 12  | Broască țestoasă de mare   | 200                 | 545                  | 0.95              |